# Piet de Zoete
Piet de Zoete (La Haya, 6 de noviembre de 1943-Loosduinen, 28 de mayo de 2023) fue un futbolista neerlandés que jugaba en la demarcación de centrocampista.

## Selección nacional
Jugó un total de tres partidos con la selección de fútbol de los Países Bajos. Hizo su debut el 18 de septiembre de 1966 en un encuentro amistoso contra Austria que finalizó con un resultado de 2-1 a favor del combinado austriaco tras los goles de Robert Sara y de Franz Viehböck por parte de Austria, y de Walter Glechner en propia puerta a favor del combinado neerlandés. También disputó un partido de clasificación para la Eurocopa 1968. Su tercer y último partido lo jugó el 29 de noviembre de 1967 contra la Unión Soviética en calidad de amistoso.

## Clubes
| Club              | País           | Año         | Partidos | Goles |
| ----------------- | -------------- | ----------- | -------- | ----- |
| ADO Den Haag      | Países Bajos   | 1962 - 1967 | 95       | 12    |
| Golden Gate Gales | Estados Unidos | 1967        | 10       | 1     |
| ADO Den Haag      | Países Bajos   | 1967 - 1974 | 231      | 11    |

## Palmarés

### Campeonatos nacionales
| Título                   | Club         | País         | Año  |
| ------------------------ | ------------ | ------------ | ---- |
| Copa de los Países Bajos | ADO Den Haag | Países Bajos | 1968 |